# Ira Wallach
Pour les articles homonymes, voir Wallach.
Ira Wallach, de son vrai nom Ira Jay Wallach, est un écrivain, un dramaturge et un scénariste américain né le 22 janvier 1913 à New Rochelle (État de New York) et mort le 2 décembre 1995 à New York (État de New York), d'une pneumonie.

## Littérature
- 1959 : Muscle Beach
- 1966 : Hop-a-long Freud and Other Parodies

## Théâtre
- 1964 : Absence of a Cello
- 1958 : Drink to Me Only
- 1955 : Phoenix '55, revue : sketchs écrits par Ira Wallach
- 1942 : Once Over Lightly, comédie musicale d'après Le Barbier de Séville de Beaumarchais : lyrics par Ira Wallach

## Filmographie
- 1962 : Garçonnière pour quatre de Michael Gordon
- 1963 : The Wheeler Dealers de Arthur Hiller
- 1967 : Comment réussir en amour sans se fatiguer  de Alexander Mackendrick
- 1968 : Chauds, les millions de Eric Till

## Nominations
- Oscars du cinéma 1969 : Nomination pour l'Oscar du meilleur scénario original (Chauds, les millions)